# Unger Pálma
Unger Pálma (Budapest, 1946. április 5. –) Aase-díjas magyar színésznő, a Pécsi Nemzeti Színház örökös tagja.

## Életpályája
Szülei, Unger Rudolf és Nagy Baba, szintén színészek voltak. 1965-ben táncosnőként kezdte a pályáját az Állami Déryné Színházban. 1967-1972 között a Miskolci Nemzeti Színház, 1972-1974 között a debreceni Csokonai Színház tagja volt. 1974 óta a Pécsi Nemzet Színház színésznője. Férjével évekig vezették a Sziporka Gyermekszínházat is.
Férje N. Szabó Sándor színész volt, aki 2011-ben hunyt el.

## Fontosabb színházi szerepei
- William Shakespeare: Hamlet.... Gertrud
- William Shakespeare: Szeget szeggel.... Tekeriné
- William Shakespeare: A vihar.... Iris, szellem
- William Shakespeare:  Macbeth.... Macduff fia
- Molière: Gömböc úr.... Julie
- Molière: Scapin furfangjai..... Jácint, Geronte lánya, Octave szerelmese
- Molière: Don Juan.... Mari
- Molière: Versailles-i rögtönzés.... Moliere társulatának tagja
- Euripidész: A trójai nők.... Trójai nők karának tagja
- Carlo Goldoni: A chioggiai csetepaté.... Pasqua
- Georg Büchner: Danton halála.... Simonné
- Bernardo Dovizi: Kalandria.... Samia
- Anton Pavlovics Csehov: Platonov.... Zinaida Szavisna
- Anton Pavlovics Csehov: Ványa bácsi.... Marina, dada
- Fjodor Mihajlovics Dosztojevszkij: A félkegyelmű.... Alexandra
- Mihail Afanaszjevics Bulgakov: Menekülés.... Nyikolajevna, Török nő
- Mihail Afanaszjevics Bulgakov – Spiró György: Optimista komédia.... Mánya
- Valentyin Petrovics Katajev: A kör négyszögesítése.... Tánya
- Alekszej Dudarev: Másnap.... Anya
- Mihail Roscsin: Szerelvény a hátországban.... Tamara
- Leonyid Zorin: A nagy karrier.... Fotóriporter
- Viktor Rozov: Kényes helyzet.... Lídia
- Federico García Lorca:  A kertész kutyája.... Anarda
- Federico García Lorca: Bernarda Alba háza.... Fiatal lány
- George Bernard Shaw: Nagy Katalin.... Varinka
- George Bernard Shaw: Candida.... Proserpine Garnett kisasszony, Morell titkárnője
- Henrik Ibsen: Peer Gynt.... Harmadik esztenás lány; Fiatalasszony gabonazsákkal
- Harold Pinter: A születésnap.... Meg
- Tennessee Williams: A tetovált rózsa.... Miss Yorke
- Erwin Piscator: Amerikai tragédia.... Helga
- Jean Genet: Cselédek.... Claire
- Ken Kesey: Kakukkfészek.... Nakamura
- John Millington Synge: A szentek kútja.... Mary Doul
- Peter Handke: Kaspar.... Sugalmazó
- Alan Ayckbourn: Az Ejnye-bejnye kórus.... Bridget
- Christopher Durang: A fürdővízzel együtt.... Igazgatónő
- Bengt  Ahlfors: Színházkomédia....  Jónásné
- Nell Dunn: Gőzben.... Violet
- Marc Camoletti: Boldog születésnapot!.... Brigitte II.
- Donald L. Coburn: Kopogós römi.... Fonsia Dorsey
- Alan Jay Lerner – Frederick Loewe: My Fair Lady.... Mrs. Higgins
- William Somerset Maugham: Imádok férjhez menni.... Miss Montmorency, egy vénkisasszony
- Georges Feydeau: Bolha a fülbe.... Olympe Ferraillon; Antoinette; Eugenie
- Georges Feydeau: Osztrigás Mici.... De Valmonté, hercegné
- Georges Feydeau: A balek.... Klára, szobalány
- Georges Feydeau: A barátom barátnője.... Palmyre
- John Kander – Fred Ebb: Chicago.... Mona
- Dale Wasserman: La Mancha lovagja.... Házvezetőnő
- Ray Cooney: Vészhelyzetben.... Mama
- Brandon Thomas: Charley nénje.... Annie Spittigue; Molly
- Alfonso Paso: Ön is lehet gyilkos.... 2. lány
- Paul Everac: Nescafé.... A nő
- John Gay: Koldusopera.... Pléhképy Maritcza, városi hölgy
- Václav Havel: A leirat.... Hana, az igazgató titkárnője
- Horace McCoy – Ungvári Tamás: A lovakat lelövik, ugye?.... Mrs. Layden
- Thomas Vinterberg – Mogens Rukov – Bo Hansen: Az ünnep.... Nagymama
- Ron Aldridge: Csak kétszer vagy fiatal.... Grace
- Stephen Poliakoff: Eperföldek a természet lágy ölén.... Konyhalány
- Petőfi Sándor: A helység kalapácsa.... Szemérmetes Erzsók
- Madách Imre: Az ember tragédiája.... Cigányasszony
- Nóti Károly Nyitott ablak.... Marcsa
- Herczeg Ferenc: Bizánc.... Zoe udvarhölgy
- Heltai Jenő: A néma levente.... Monna Mea; Carlotta
- Füst Milán: Boldogtalanok.... Öreg parasztasszony
- Molnár Ferenc: Liliom.... Lujza
- Molnár Ferenc: A doktor úr.... Marosiné
- Szép Ernő: Vőlegény.... Gyengusné
- Móricz Zsigmond – Miklós Tibor – Kocsák Tibor: Légy jó mindhalálig.... Török néni
- Illyés Gyula: Orfeusz a felvilágban.... Helén
- Márai Sándor: Kaland.... Asszisztensnő
- Nemes Nagy Ágnes – Thuróczy Katalin: Bors néni.... Bors néni
- Háy János: A Senák.... Mama
- Darvas József: Részeg eső.... Kiss Lenke
- Sarkadi Imre: Elveszett paradicsom.... Klári
- Méhes György: Noé bárkája.... 1. felhő
- Méhes György: 33 névtelen levél.... X Zsuzsi
- Abay Pál: Ne szóljatok bele!.... Böbe
- Tarbay Ede: Gyere velünk Betlehembe.... Mária
- Benedek András: Csudakarikás.... Juliska, a király lánya
- Padisák Mihály: A sztár meztelen.... Gizus
- Szakonyi Károly: Mennyei kávéház.... Erzsi
- Spiró György: Az imposztor.... Skibinska/Dorine
- Török Rezső – Zoltán Pál: Péntek Rézi.... Giulietta, Rézi barátnője
- Hernádi Gyula: A tolmács.... Másik malac
- Hernádi Gyula: Vérkeresztség.... Kati
- Sükösd Mihály: A kívülálló.... Ilona, Szíjjártó felesége
- Császár István – Fjodor Mihajlovics Dosztojevszkij: Istvánfalva.... Marcsa
- Róna Tibor – Litványi Károly – Romhányi József: Urak és elvtársak.... Angyal
- John Robert Fowles – Korognai Károly: A francia hadnagy szeretője..... Liza néni
- Lionel Bart: Oliver.... Mrs. Bedwin, Brownlow házvezetőnője
- Szakcsi Lakatos Béla – Csemer Géza: Cigánykerék.... Arany
- Böhm György – Nemlaha György – Vitéz Miklós – Vadnai László: Meseautó.... Kovácsné Etel, a feleség
- Fejes Endre – Presser Gábor – Sztevanovity Dusán: Jó estét nyár, jó estét szerelem!... Hűvösné
- Siegfried Geyer: Gyertyafénykeringő.... Mariska
- Ödön von Horváth: Mesél a bécsi erdő.... Bárónő
- Kacsóh Pongrác: János vitéz.... Gonosz mostoha
- Kálmán Imre: Csárdáskirálynő.... Stázi
- Kálmán Imre: Cirkuszhercegnő.... Miss Mabel; Slukkné
- Kálmán Imre: Marica grófnő.... Liza; Cecília
- Kálmán Imre: Ördöglovas.... Sophie
- Ábrahám Pál: Bál a Savoyban.... Juliette
- Ábrahám Pál: Hawai rózsája..... Raka, Hawai-i lány
- Ábrahám Pál:  Viktória.... Mrs. Axelblom
- Huszka Jenő: Gül Baba.... Zulejka, Leila dajkája
- Jacobi Viktor: Leányvásár.... Harrisonné
- Jacobi Viktor: Sybill.... Sarah
- Fényes Szabolcs – Békeffi István: Rigó Jancsi.... Virágáruslány
- Berté Henrik: Három a kislány.... Hédi
- Zerkovitz Béla: Csókos asszony.... Hunyadiné
- Csukás István: Ágacska.... Pösze egér
- Jevgenyij Lvovics Svarc: Hókirálynő.... Holló kisasszony
- L. Frank Baum: Óz, a nagy varázsló.... Madárijesztő (Freddy); Emmi néni; Jó boszorkány; Szomszédasszony

## Könyv
- Sallai Éva N. – Szabó Sándor – Unger Pálma: A mondókától a drámáig (drámapedagógiai tankönyv) – Baranya Megyei Pedagógia Intézet, 1996, Pécs – Carbocomp Kft. Nyomdája  ISBN 9638358114

## Filmes és televíziós szerepei
- Trombi és Tűzmanó (1987-1990)
- Kisváros (1996-2001)
- Maksavízió (2003-2004)
- A föld szeretője (2010)

## Díjai és kitüntetései
- Magyar Köztársaság Ezüst Érdemkeresztje
- Miniszteri dicséret (1980)
- Szekszárd város Nívódíja (1982)
- Szendrő József-díj (1998, 2024)[10]
- Szent György Lovagrend tagja (1998)
- Pro Communitate Emlékérem (2011)
- Pécs Város Közművelődési Díja (2004)
- A Pécsi Nemzeti Színház örökös tagja
- Aase-díj (2021)[11]